# Spiradiclis oblanceolata
Spiradiclis oblanceolata är en måreväxtart som beskrevs av W.L.Sha och Xiu Xiang Chen. Spiradiclis oblanceolata ingår i släktet Spiradiclis och familjen måreväxter. Inga underarter finns listade i Catalogue of Life.